# Dendropsophus pelidna
Dendropsophus pelidna és una espècie de granota que viu a Colòmbia i Veneçuela.